# Mycale loricata
Mycale loricata är en svampdjursart som först beskrevs av Topsent 1896.  Mycale loricata ingår i släktet Mycale och familjen Mycalidae. Inga underarter finns listade i Catalogue of Life.